# Шейба
Шейба(араб. شِيبَه‎) — город Саудовской Аравии.

## Общие сведения
Шейба находится приблизительно в 40 км от северного края пустыни Руб-эль-Хали и является основным местом производства нефти-сырца в Саудовской Аравии. Она расположена в 10 км к югу от границы с эмиратом Абу-Даби (Объединённые Арабские Эмираты), которая представляет собой прямую линию, проведённую в пустыне. Она проходит в 40 км к югу от восточной части Оазиса Лива в Абу-Даби.
В Шейбе находятся жилые здания для более, чем 700 человек, административные офисы, взлётно-посадочная полоса, пожарная станция, зоны отдыха, ремонтные и сервисные центры и электростанции для выработки и распределения. Проложено 650 км оптико-волоконного кабеля, соединяющего Шейбу с основной телекоммуникационной системой в Абкейке.

## Климат
В Шейбе суровые погодные условия. Песчаные бури происходят регулярно. Влажность обычно крайне низкая. В воздухе часто ощущается запах сероводорода. Предположительно это происходит из-за большого содержания серы в песке, который в некоторых местах контактирует с грунтовыми водами(раньше эта местность была полностью под морской водой).

## История
Город Шейба возник в ходе разработки месторождения Шейба. Он был основан государственной нефтяной компанией Saudi Aramco во 90-х годах XX века. До этого в этом изолированном пустынном регионе были проложены лишь грунтовые дороги, которые использовались ранними геологоразведывательными группами, хотя само месторождение было открыто в 1968 году. Все необходимые материалы для становления и строительства Шейбы были завезены по автодороге из Дахрана, который расположен в 800 км.
В момент основания нефтяное месторождение Шейбы имело предполагаемый запас в более чем 14 миллиардов баррелей нефти-сырца и 710 km³ газа. Saudi Aramco дала ход проекту в 1998 году. Добываемая нефть относится к высококлассной марке Arabian extra light, с удельной плотностью 42 градуса по api и содержанием серы менее 0,7 %. Пласт нефти залегает на глубине 1 494 метра и имеет толщину 122 метра. Нефтепровод от месторождения Шейбы в Абкейк имеет протяженность 638 км, тогда как трубопроводы самого месторождения в совокупности — 735 км.

## Демография
Основная масса населения является приезжими, работающими по контракту.

## Развитие города
Предположительно и дальше будет связано с развитием инфраструктуры добычи, транспорта и переработки углеводородов.

## Присутствие российских компаний
По материалам пресс-релиза ОАО «Стройтрансгаз»:
В марте 2007 года компания Стройтрансгаз заключила контракт на строительство нефтепровода «Шейба—Абкейк» стоимостью более 100 млн долларов.
Заказчиком проекта является крупнейшая в мире нефтяная компания Сауди Арамко (Saudi Aramco).
Проект осуществляется на условиях EPC-контракта.
Компания Стройтрансгаз осуществила проект строительства нефтепровода от нефтяного месторождения Шейба до крупного центра нефтепереработки Абкейк. Новый нефтепровод проложен параллельно действующему трубопроводу SHBAB-1, что позволило существенно увеличить объёмы транспортировки нефти.
Строительные работы проводились в условиях рекордно высоких летних температур, зыбучих песков и повторяющихся пыльных бурь.
В объём работ входит строительство 217 км нефтепровода диаметром 30", установка 21 узла гашения колебаний давления на действующем нефтепроводе SHBAB-1. Как генеральный подрядчик, Стройтрансгаз выполнил полевое проектирование, обеспечил поставку оборудования и материалов, осуществил строительные работы, испытания, предварительный ввод в эксплуатацию, выполнил чертежи «как построено» и оказал помощь по вводу объекта в эксплуатацию и пусконаладочным работам.

.
Тендер на строительство нефтепровода был присужден Стройтрансгазу в марте 2007 года; среди компаний, участвовавших в тендерных торгах, были такие известные иностранные подрядные компании, как Saipem (Италия), Suedrohrbau (Нидерланды), Tekfen (Турция) и Techint (Аргентина).
Строительство нефтепровода «Шейба—Абкейк» является первым и крупнейшим проектом на территории Королевства Саудовской Аравии, осуществляемым российским подрядчиком.Строительные работы были завершены в 2009 г.